# Glunz & Jensen
Glunz & Jensen ist ein dänisches Maschinenbauunternehmen, das Belichter für Druckplatten baut, sowie Offsetplatten-Entwicklungsmaschinen, die in der Druckvorstufe benötigt werden. Die gebauten Maschinen dienen hauptsächlich der Belichtung und Entwicklung von Druckplatten für den Offset- und den Flexodruck.

## Geschichte
Das Unternehmen wurde 1973 durch den gebürtigen Hamburger Peter Glunz und den Dänen Bjarne Jensen gegründet. Beide hatten sich zuvor bei ihrem alten Arbeitgeber Hans Lüth A/S, einem Hersteller von Filmentwicklungsmaschinen, kennengelernt. Peter Glunz hatte zuvor unter anderem als Reprofotograf für Axel Springer in Hamburg gearbeitet. Die Unternehmensgründung 1973 fiel in einen Zeitraum, in dem die Druckindustrie von klassischen Hochdruckverfahren auf den Flachdruck – insbesondere den Offsetdruck – umstellte. Damit wurden auch die alten Bleilettern mit einem erhabenen Schriftbild zugunsten moderner Druckplatten ausgemustert. Die Unternehmensanteile lagen zu je 45 % bei den beiden Gründern Glunz und Jensen, während ihr Anwalt Gorm Ladefoged die restlichen 10 % hielt. Die Aufnahme von Ladefoged in die Gesellschaft hatte unter anderem den Grund, dass die gewählte Rechtsform mindestens drei Anteilseigner vorsah, um unter ihr ein Unternehmen gründen zu können. Ziel der Gründung von Glunz & Jensen war die Entwicklung einer eigenen Entwicklungsmaschine, die mit deutlich geringeren Herstellkosten zu produzieren sein sollte als die Modelle ihres ehemaligen Arbeitgebers. Die Entwicklung eines neuen Modells dauerte wenige Monate und resultierte im Bau einer Entwicklungsmaschine, deren Herstellkosten bei einem Drittel derer von Konkurrenzmaschinen lag. Diese Ersparnis wurde unter anderem durch die Substitution von Stahlwannen und anderen Stahlbauteilen durch Bauteile aus Polyurethanen erzielt. Im Jahr 1980 ging das Unternehmen an die Börse.